# Hans Aschenborn

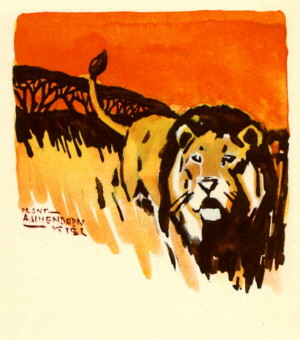
Aquarell, Mähnenlöwe

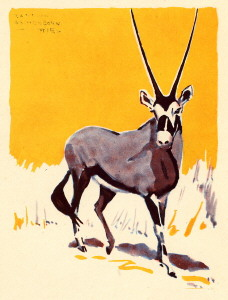
Aquarell, Gemsbock

An der Ostküste, Kiel

Hans Anton Aschenborn (* 1. Februar 1888 in Kiel; † 10. April 1931 ebenda) war ein deutscher Tiermaler, Illustrator und Autor. Er gestaltete vorwiegend afrikanische Motive. Wie er sind sein Sohn Dieter Aschenborn und sein Enkel Hans Ulrich (Uli) Aschenborn ebenfalls als Tiermaler im südlichen Afrika bekannt. Kunstwerke von ihnen finden sich in den Galerien, Museen und öffentlichen Gebäuden Namibias. Alle drei Aschenborns werden im United Art Rating den international bekannten Künstlern und ihre Werke dem weltweiten Kulturerbe zugeordnet. Sein Vater war der spätere Vizeadmiral Richard Aschenborn, welcher u. a. 1884 mit der Nautilus in der Lüderitzbucht war.

## Leben
Nach einer Ausbildung zum Tropenpflanzer an der Kolonialschule Witzenhausen wanderte Hans Aschenborn 1909 nach Deutsch-Südwestafrika (heutiges Namibia) aus. 1913 heiratete er Emma Bredow und bewirtschaftete südlich von Wartenberg eine Farm, die er „Quickborn“ nannte. Während des Ersten Weltkrieges diente er bei den Kamelreitern der Kaiserlichen „Schutztruppe“. 1915 geriet er in englische Gefangenschaft und wurde im Fort Napier in der Südafrikanischen Union interniert. 1917 kehrte er nach South West Africa zurück. In 1920 zog er jedoch wegen finanzieller Sorgen nach Stellenbosch (Südafrika). 1921 übersiedelte er wieder nach Kiel und konnte nun gut von seiner Malerei mit afrikanischen Motiven leben. Unermüdlich suchte er in Schrift und Bild das Bewusstsein für die verlorenen Kolonien wach zu halten.
Hans Anton Aschenborn arbeitete sowohl in Deutschland als auch im südlichen Afrika.
1924 reiste er als erster Reichsdeutscher nach dem Kriege nach Ostafrika, wo der Film „Vom Kilimandscharo zur Nilquelle“ entstand. Hier zog er sich eine chronisch verlaufende Infektion zu, die später in Kiel zu seinem Tod führte. Sein Wunsch, Südwestafrika noch einmal zu sehen, erfüllte sich nicht mehr.
Aschenborn hat viele Bücher mit afrikanischen Themen illustriert. Er gilt als Pionier in der realistischen Darstellung der afrikanischen Tierwelt. Während er an seinem Buch über den Gemsbock arbeitete und dieses Tier genau beobachtete, entdeckte er eine neue Art. Sie wurde nach ihm Genus Aschenborni benannt (siehe Abbildung).
Außer als Maler betätigte Aschenborn sich auch als Schriftsteller und Dichter. 1916 verfasste er das Gedicht „Heia, Safari“, das 1921 von Robert Götz vertont wurde.

## Rezeption und Forschung
Sein Schaffen ist in den einschlägigen Künstlerlexika wie Vollmer und AKL verzeichnet (siehe Literatur).
Karin Maria Skawran schrieb 1963 an der Universität Pretoria ihre Magisterarbeit über das Werk Hans Anton Aschenborns. Die Masterarbeit von Karin Skawran über die grafischen Arbeiten von Hans Anton Aschenborn wurde 1965 in der südafrikanischen Kunst- und Kulturzeitschrift Lantern veröffentlicht.  Im Jahr 1970 folgte ein weiteres Buch durch das Pretoria Art Museum (Südafrika). Andere Veröffentlichungen über Aschenborn befassen sich mit seinen Radierungen und Linolschnitten.

## Ausstellungen (Auswahl)
- 1962 „Art in SWA“[5]
- 1965 „3 Generationen Aschenborn“, Windhoek (Namibia)[4][5][20]
- 1981 „Hans Anton Aschenborn Gedächtnis-Ausstellung“ – Kunstvereinigung SWA/Namibia (jetzt National Art Gallery of Namibia), Windhoek[4][21]
- 1992 „Achteinhalb mal Aschenborn“ (mit neun seiner Nachkommen)[5]
- 2004 „Die drei Aschenborns“ Galerie Kendzia, Windhoek (Namibia)[5]

## Bücher (Auswahl)
Einige seiner deutschen Arbeiten wurden ins Englische und ins Afrikaans übersetzt.
- Onduno und andere afrikanische Tiergeschichten (1. Aufl. 1922)
- Die zweite Heimat (1923)
- Die Farm im Steppenlande (1925)[23]
- Durchs verbotene Afrika vom Kilimandscharo zum Nil. 1924/25 (1925)
- Afrikanische Buschreiter (1926)
- Mardádi und andere Kolonial-Erzählungen (1926)
- Upepo, der Zebrahengst. Afrikanische Erzählung. Reihe „Aus weiter Welt“ Heft 31 (1927)
- Am afrikanischen Kamin. Reihe „Aus weiter Welt“ Heft 36 (1927)
- Simba, der Löwe vom Kilimandscharo. Ostafrikanische Erzählung. Reihe „Aus weiter Welt“ Heft 38 (1927)
- Hamis, der Einäugige. Afrikanische Erzählung. Reihe „Aus weiter Welt“ Heft 45 (1927)
- Der tolle Krischan. Südafrikanische Erzählung. Reihe „Aus weiter Welt“ Heft 47 (1929)
- Krischan, der Farmer. Reihe „Aus weiter Welt“ Heft 55 (1929)
- Mit Auto und Motorrad durch Wildafrika. Reihe „Aus weiter Welt“ Heft 82 (1930)

Illustrationen
- Federzeichnungen in Hans Carossa: Aus dem Rumänischen Kriegstagebuch. Kranz-Bücherei Nr. 90, Diesterweg, Frankfurt am Main 1936.
- Zeichnungen in Oberst J.C.B Statham: Mit meiner Frau quer durch Afrika – Eine Hochzeitsreise in Boot und Wagen. Verlag von Reimar Hobbing, Berlin (um 1930)